# Bolivianische Fußballnationalmannschaft (U-20-Männer)
Die bolivianische U-20-Fußballnationalmannschaft ist eine Auswahlmannschaft bolivianischer Fußballspieler. Sie unterliegt der Federación Boliviana de Fútbol und repräsentiert sie international auf U-20-Ebene, etwa in Freundschaftsspielen gegen die Auswahlmannschaften anderer nationaler Verbände oder bei der U-20-Südamerikameisterschaft und der U-20-Weltmeisterschaft.
Die Mannschaft konnte sich bislang nicht für eine U-20-WM qualifizieren. Bei Südamerikameisterschaften erreichte sie zweimal den vierten Platz (1981 und 1983).

## Teilnahme an U-20-Fußball-Weltmeisterschaften
| 1977 – 2025 | nicht qualifiziert |

## Teilnahme an U-20-Fußball-Südamerikameisterschaften
| 1954 | nicht teilgenommen |
| 1958 | nicht teilgenommen |
| 1964 | nicht teilgenommen |
| 1967 | nicht teilgenommen |
| 1971 | Vorrunde           |
| 1974 | nicht teilgenommen |
| 1975 | Vorrunde           |
| 1977 | Vorrunde           |
| 1979 | Vorrunde           |
| 1981 | 4. Platz           |
| 1983 | 4. Platz           |
| 1985 | Vorrunde           |
| 1987 | Vorrunde           |
| 1988 | Vorrunde           |
| 1991 | Vorrunde           |
| 1992 | Vorrunde           |
| 1995 | Vorrunde           |
| 1997 | Vorrunde           |
| 1999 | Vorrunde           |
| 2001 | Vorrunde           |
| 2003 | Vorrunde           |
| 2005 | Vorrunde           |
| 2007 | Vorrunde           |
| 2009 | Vorrunde           |
| 2011 | Vorrunde           |
| 2013 | Vorrunde           |
| 2015 | Vorrunde           |
| 2017 | Vorrunde           |
| 2019 | Vorrunde           |
| 2023 | Vorrunde           |
| 2025 | Vorrunde           |

## Ehemalige Spieler
- José Alfredo Castillo (2001, A-Nationalspieler)
- Pedro Azogue (A-Nationalspieler)
- Ricardo Pedriel Suárez (2007, A-Nationalspieler)
- Ronald Raldes (2001, A-Nationalspieler)
- Vicente Arze (2003–2004, A-Nationalspieler)